# Apollo-Optik
Apollo-Optik ist ein 1972 gegründetes Augenoptik-Unternehmen mit rund 900 Filialen in Deutschland (Stand: März 2023). Unternehmensschwerpunkt ist der Verkauf von Brillen, Sonnenbrillen und Kontaktlinsen, an rund 80 Standorten werden auch Hörgeräte angeboten. Die Dienstleistungszentrale und die Fertigung des Unternehmens, das zur GrandVision B.V. und seit deren Übernahme zu EssilorLuxottica gehört, befinden sich in Schwabach.

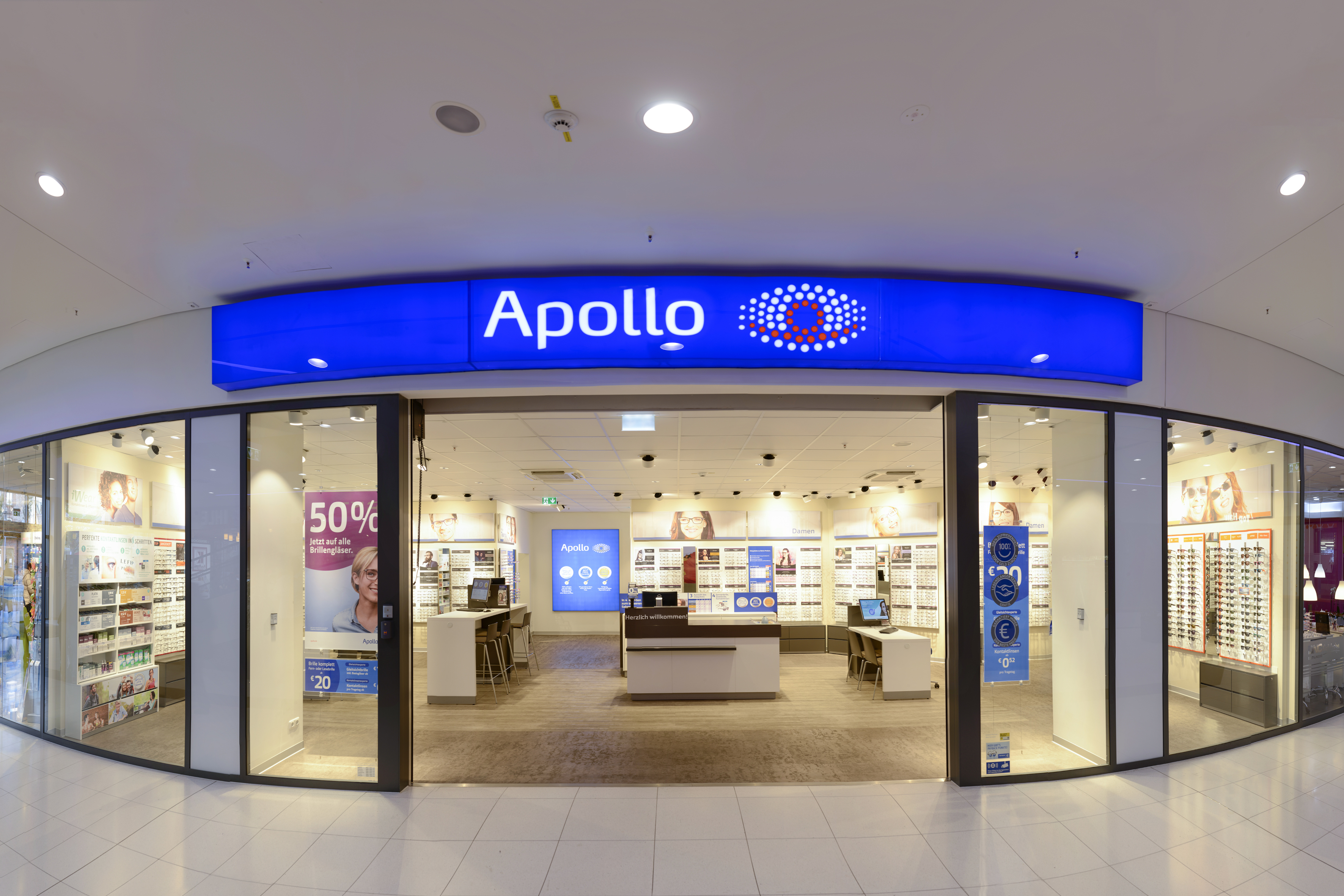
Apollo-Optik Filiale

## Geschichte
Apollo wurde 1969 als Marke der Foto-Quelle eingetragen. Eigenständiges Unternehmen wurde Apollo 1972. 1985 erwirtschaftete es mit 68 Filialen einen Umsatz von rund 130 Millionen DM. 1987 war die Zahl der Filialen in Deutschland auf 80 gestiegen, in den Niederlanden gab es 16 und in Österreich 26. 1987 starteten zudem die ersten drei Filialen im Franchise-System. Zum Wachstum trug damals auch die Anmietung von Verkaufsflächen in Kaufhäusern wie Horten, Kaufring, Kaufhof oder Wertkauf bei.
Das Unternehmen übernahm 1991 die Optofot Jena GmbH, in der die Verkaufsstellen des früheren Zeiss-Kombinats Jena gebündelt waren. Im Jahr darauf erwarb Apollo die AugenTrend Optik GmbH mit elf Fachgeschäften. Auf diese Weise stieg die Zahl der Apollo-Filialen auf 161; hinzu kamen 34 Fachgeschäfte der Tochtergesellschaft Optofot. 1996 erwirtschafteten 139 Apollo-Filialen und 79 Franchise-Geschäfte einen Gesamtumsatz von 301 Mio. DM.
Die Schickedanz-Gruppe veräußerte Apollo-Optik Ende 1997 mit Wirkung zum 1. Februar 1998 an die niederländische Pearle Europe B. V. Hintergrund waren rückläufige Erträge durch die Gesundheitsreform. Zudem habe sich die Schickedanz-Gruppe auf ihre Kerngeschäfte konzentrieren wollen. Auch die Schwester Revue Augenoptik in Österreich ging an Pearle. Im Jahr 2000 folgte die Übernahme des Optik-Geschäfts von Karstadt. Der dänische Optik-Anbieter Synoptik erwarb zum Jahresbeginn 2001 Ruhnke Optik. Bereits ein Jahr später erwarb Apollo die deutschen Filialen von Synoptik und gliederte diese 2004 vollständig ein. Apollo übernahm 2006 Krane Optik, damals Deutschlands drittgrößter Optik-Filialist. Seine fünfhundertste Filiale eröffnete Apollo Anfang 2007.
Durch die Mitte 2010 angekündigte Fusion von Pearle und GrandVision S.A. zur GrandVision B.V. wurde Apollo Teil des weltweit zweitgrößten Augenoptik-Unternehmens, das im Februar 2015 an die Börse ging. Im Jahr darauf startete Apollo sein Online-Geschäft. Mitte 2019 verkündete EssilorLuxottica, der weltweit größte Hersteller von Brillenfassungen und Linsen, seine Absicht, GrandVision zu übernehmen. Die Europäische Kommission genehmigte den Deal im März 2021 mit einigen Auflagen, Genehmigungen anderer Aufsichtsbehörden lagen zu diesem Zeitpunkt ebenfalls vor. Nachdem EssilorLuxottica zwischenzeitlich vor einem Schiedsgericht das Recht erstritten hatte, von dem Kauf doch noch zurücktreten zu dürfen, wurde die Übernahme zum 1. Juli 2021 vollzogen.

## Sortiment
Zum Sortiment gehören Brillen, Sonnenbrillen, Kontaktlinsen, Hörgeräte, Hörschutz-Utensilien sowie entsprechende Pflegeprodukte. In rund 80 Filialen (Stand: 21. März 2023) können Hörgeräte und Hilfsmittel für den Hörschutz erworben werden.

## Organisation und Umsatz
Apollo zählt zum global agierenden niederländischen Augenoptik-Unternehmen GrandVision. Gemessen an seinen Filialen (März 2023: rund 900) ist das Unternehmen der größte Augenoptik-Filialist in Deutschland. 2023 hatte das Unternehmen rund 220 Franchisenehmer.
Apollo gibt keine Umsatzzahlen bekannt. Der Zentralverband der Augenoptiker und Optometristen schätzt diesen für 2021 auf 790 Mio. Euro. Damit liegt das Unternehmen hinter Fielmann in Deutschland auf Rang 2.

## Leitung und Mitarbeiter
Alex Versteeg wurde zum 1. April 2025 als zusätzlicher Geschäftsführer bestellt. Massimiliano Mutinelli & Antonio D’Agostino übernahmen vorher zum 1. Januar 2025 die Leitung als Geschäftsführer und bleiben dem Unternehmen weiterhin erhalten. In den Filialen und in der Unternehmenszentrale arbeiten rund 5.000 Mitarbeiter. Zu Fort- und Weiterbildungszwecken unterhält Apollo eine eigene Akademie.

## Auszeichnungen
- 2008 erhielt Apollo durch das Internationale Centrum für Franchise & Cooperation den Franchise-Preis.[39]
- 2014 erhielt das Unternehmen die Auszeichnung Superbrands.[40]
- 2019 ehrte der Deutsche Franchiseverband das Unternehmen als Franchise-Geber des Jahres.[41]
- 2020 zeichnete der Rat für Formgebung das Unternehmen mit dem German Innovation Award aus, weil es zusammen mit Schoeller Allibert einen ressourcenschonenden Versandbehälter entwickelt hatte.[42]
- 2020 wurde das Unternehmen zusammen mit einer Agentur mit dem Effie ausgezeichnet, einem Preis für wirksame Marketingkommunikation.[43]

## Engagement
Apollo Optik unterstützt verschiedene Projekte mit Sach- und Geldspenden. Zusätzlich sammelt das Unternehmen gebrauchte Brillen von Kunden und versorgt damit zusammen mit Partnern bedürftige Menschen in Entwicklungsländern. Diese Art von Sachspende wird u. a. von der Christoffel-Blindenmission abgelehnt, da die Produktion von Brillen vor Ort Arbeitsplätze schafft und Verschiffungskosten gespart werden.

## Kontroversen
Das Unternehmen löste mit einigen seiner Werbekampagnen Kontroversen aus, die teils zu Gerichtsurteilen gegen Apollo-Optik führten. Dazu zählten 1999 ein Rechtsstreit über eine Happy Hour, 2001 ein Rechtsstreit über vergünstigte Verkäufe an Mitarbeiter und deren Bekannte und 2006 eine Kampagne zur Werbung von Kunden durch Kunden.
2003 und 2004 ergingen Gerichtsurteile, die das Franchise betrafen. Einige Apollo-Franchisenehmer hatten erfolgreich gegen teilvorenthaltene Rabatte beim Einkauf sowie gegen Vorgaben der Preisgestaltung und Kostenregelungen für Werbekampagnen geklagt.